# Brighton (Nowa Zelandia)
Brighton – miasto w Nowej Zelandii, na Wyspie Południowej, w regionie Otago.